# Ariosoma sazonovi
Ariosoma sazonovi és una espècie de peix pertanyent a la família dels còngrids.

## Descripció
- La femella pot arribar a fer 39,5 cm de llargària màxima.
- Nombre de vèrtebres: 146-148.
- 212-221 radis tous a l'aleta dorsal.
- 159-171 radis tous a l'aleta anal.
- Cap i cos de coloració clara.[4]

## Hàbitat
És un peix marí i bentopelàgic que viu entre 160 i 440 m de fondària.

## Distribució geogràfica
Es troba al Pacífic occidental: les illes Filipines.

## Observacions
És inofensiu per als humans.